# Eparchia di Severobajkal'sk
L'eparchia di Severobajkal'sk (in russo: Северобайкальская епархия) è una diocesi della Chiesa ortodossa russa, appartenente alla metropolia della Buriazia.

## Territorio
L'eparchia comprende parte della repubblica della Buriazia nel circondario federale dell'Estremo Oriente.
Sede eparchiale è la città di Severobajkal'sk, dove si trova la cattedrale della Madonna di Kazan'. L'eparca ha il titolo ufficiale di «eparca di Severobajkal'sk e Sosnovo-Ozerskoe».
Nel 2018 l'eparchia è suddivisa in 3 decanati per un totale di 17 parrocchie.

## Storia
L'eparchia è stata eretta con decisione del Santo Sinodo della Chiesa ortodossa russa del 5 maggio 2015, con territorio separato da quello dell'eparchia di Ulan-Udė.